# Біда Дарія Дмитрівна
Біда Дарія Дмитрівна (нар. 1 жовтня 1956, с. Вороців, Яворівський район, Львівська область) — доцент кафедри педагогіки Львівського ОІППО, головний редактор Всеукраїнського природничого науково-популярного журналу для дітей «Колосок», координатор Міжнародного природничого інтерактивного конкурсу «Колосок», виконавчий директор громадської організації ЛМГО «Львівський інститут освіти». Заслужений вчитель України. Двічі Відмінник освіти України.

## Життєпис
Біда Дарія Дмитрівна народилась 1 жовтня 1956 року у с. Вороців Львівської області. У 1979 році з відзнакою закінчила фізичний факультет Львівського національного університету ім. Івана Франка. У цьому ж році розпочала педагогічну діяльність у школі, спочатку — вихователем групи продовженого дня, а згодом — учителем фізики.
З 1991 по 2006 рік працювала вчителем фізики у Львівському фізико-математичному ліцеї при Львівському національному університеті ім. Івана Франка. Вподовж цього часу її вихованці отримали понад 100 дипломів на олімпіадах і турнірах юних фізиків, в тому числі понад 50 дипломів на обласних, Всеукраїнських та Міжнародних олімпіадах і турнірах.
Автор власної методики «зміна ролей», в основу якої покладена ідея інтелектуального та морального розвитку дитини на основі залучення її у різноманітні форми самостійної доцільної діяльності.
У 1997 році отримала звання соросівського учителя.
У 2001 році стала фіналістом VI Всеукраїнського конкурсу «Учитель року–2001» у номінації «Фізика».
У 2002 році здобутки Біди Д. Д. з упровадження активізуючих методик та роботи з обдарованими дітьми на уроках фізики вивчала Всеукраїнська школа педагогічного досвіду.
У 2003 році в Україні розпочався авторський інноваційний педагогічний проект Дарії Біди — Міжнародний інтерактивний природничий конкурс для школярів 1–11 класів «КОЛОСОК».
У 2004 році удостоєна звання «Заслужений учитель України».
З 2007 року — доцент кафедри педагогіки Львівського ОІППО.
2009 — учасник 2009 Open World Program [Архівовано 8 березня 2019 у Wayback Machine.].
У 2010 році захистила дисертаційне дослідженням «Формування готовності вчителів природничих дисциплін до організації навчально-пізнавальної діяльності у загальноосвітній школі». Кандидат педагогічних наук. Автор книги «Інтерактивні уроки фізики». Автор наукових статей з теорії і практики організації навчально-виховного процесу; інформаційно-методичних розробок для вчителів; науково-популярних книг та статей для дітей.
Нагороджена грамотами Міністерства освіти і науки України. Двічі відмінник освіти України.
2011 рік — учасник програми «Ukraine — Science Educators», яка відбувається за підтримки Meridian International Center [Архівовано 9 червня 2017 у Wayback Machine.].

## Наукова діяльність

### Напрямки наукових досліджень
- теорія і практика організації навчально-виховного процесу;
- наукова популяризація природничих знань;
- інформаційно-методична робота з вчителями.

### Статті у провідних наукових збірниках і журналах
- Організація навчально-пізнавальної діяльності учнів загально-освітньої школи в умовах науково-популярних природничих видань
- Технологія підготовки вчителів природничих дисциплін до організації пізнавальної діяльності учнів в умовах науково-популярного проекту
- Інноваційні підходи до організації навчально-пізнавальної діяльності учнів в процесі вивчення природничих дисциплін

### Науково-популярні книги
- Сік життя: науково-популярне видання для дітей;
- Місяць: науково-популярне видання для дітей.

### Навчальні посібники
- Граф-комплекси та вибрані лекції з фізики для учнів 11 класу;
- Фізика: тренувальний зошит.

### Методичні та інформаційні матеріали
- Активізуючі методики на уроках фізики: матеріали школи педагогічного досвіду;
- Інтерактивні уроки фізики: навчальне видання;
- Посібник для вчителя початкової школи «Чарівна книга природи» (конструктор уроків природознавства на інтеграційній основі).

## Громадська діяльність
Виконавчий директор громадської організації ЛМГО «Львівський інститут освіти».